# Piet de Brouwer
Petrus Godefridus „Piet“ de Brouwer (* 5. Oktober 1880 in Gestel, Nordbrabant; † 5. Oktober 1953 in Eindhoven) war ein niederländischer Bogenschütze.
De Brouwer nahm an den Olympischen Spielen 1920 in Antwerpen teil und gewann mit der Mannschaft eine Goldmedaille im Wettbewerb Bewegliches Vogelziel, 28 Meter. Sein Heimatverein war Recht Door Zee, Eindhoven.